# Moengo
Moengo je grad u Surinamu, koji se nalazi u okrugu Marowijne, između Paramariba i graničnoga grada Albine. 
Moengo je i općina u okrugu Marowijne. Korporacija Alcoa (američki proizvođač aluminija) ovdje je otvorila svoj prvi rudnik boksita u Surinamu.
U prošlosti je bio glavni centar za rudarstvo i skladištenje boksita. Olimpijac Tommy Asinga i vizualni umjetnik Remy Jungerman rođeni su u Moengou.
U gradu se nalaze stadioni, dva prvoligaška nogometna kluba: Inter Moengotapoe igra na stadionu "Ronnie Brunswijkstadion", a Notch na "Moengo Voetbal Stadionu".